# Bœuf de Vendée
 (avril 2020).
Si vous disposez d'ouvrages ou d'articles de référence ou si vous connaissez des sites web de qualité traitant du thème abordé ici, merci de compléter l'article en donnant les références utiles à sa vérifiabilité et en les liant à la section « Notes et références ».
Le Bœuf de Vendée est, depuis 2011, une indication géographique protégée (IGP) propre au département vendéen et certains départements limitrophes. Elle a pour but de garantir une viande de qualité obtenue par un élevage et une nourriture de qualité. 

## Historique
Le bœuf de Vendée a été promu de l’IGP (indication d'origine protéger) en 2011.

## Aire géographique
L’aire géographique de cette IGP comprend la Vendée et des départements voisins. Cette zone de production, généralement appelée la bordure méridionale du Massif armoricain, comprend surtout des terres assez profondes qui, au fur et à mesure du temps, ont donné des terres limoneuses et argileuses.
La Vendée a un climat plutôt océanique, doux et ensoleillé qui permet une bonne qualité de fourrage et apporte une viande de bonne qualité.

## Cahier des charges
Les éléments du cahier des charges Bœuf de Vendée garantissent une identification et une traçabilité contrôlée de l’origine génétique des parents jusqu’à la vente de la viande en boucherie.
De plus, la déclaration de naissance doit être indiquée ainsi que la déclaration de mise en contrat, le certificat d’origine, s’il s’agit d’une femelle ou bien d’un mâle castré mais également si l’animal a été élevé dans le respect des cycles de la pâture et la stabulation.	
Tous les animaux sont nés et élevés dans la zone de l’IGP et sont nourris par des fourrages et des céréales de l’exploitation où ils sont élevés,.

## Conditions de production
En bonne période, les animaux sont en prairies, l’hiver ils sont par contre en stabulation. Les fourrages pour l’alimentation  des animaux proviennent à 80 % de l’exploitation et sont 100 % naturels. 
Enfin, les animaux sont abattus entre 30 et 96 mois .